# Lo sciacallo - Nightcrawler
Lo sciacallo - Nightcrawler (Nightcrawler) è un film del 2014 scritto e diretto da Dan Gilroy, al suo debutto come regista, con protagonista Jake Gyllenhaal.

## Trama
Louis "Lou" Bloom è un criminale di bassa lega residente a Los Angeles, che si guadagna da vivere rubando e poi rivendendo materiale metallico. Un giorno assiste per caso ad un incidente stradale e, dopo aver osservato il lavoro di un operatore video, Joe, che riprende la scena, ha un'illuminazione: si procura una videocamera e una radio della polizia per correre sui luoghi delle emergenze, riprendere le scene più cruente e vendere poi il materiale ai network televisivi. L'incontro con Nina, la responsabile delle notizie di un'importante emittente televisiva, lo aiuta a capire come operare; assume così il giovane Rick, per farsi aiutare nelle riprese notturne.
La scalata di Lou verso il successo, ottenuto con lo sfruttamento del suo assistente Rick e con il ricatto nei confronti di Nina lo rende sempre più spietato. Quando il business si fa più serio aumenta anche la sua abilità, ma non il suo senso del limite e dell'etica verso le vittime.
Un giorno Lou, arrivando sul luogo di un omicidio prima della polizia, registra due assassini che stanno scappando con un SUV, e successivamente le tre persone assassinate in una casa. Dal video si legge la targa del SUV e si vedono i volti dei due, ma Lou decide di tenere queste informazioni per sé, al fine di registrare di nuovo i due assassini all'opera. Rintracciata la targa, insegue i due, e quando questi entrano in un bar, Lou chiama la polizia, che giunge qualche minuto più tardi. Poco dopo, uno dei due ricercati spara ad un poliziotto, e da qui nasce una sparatoria sapientemente ripresa da Lou, durante la quale uno dei malviventi viene ucciso mentre l'altro fugge a bordo del SUV. Lou continua a filmare l'inseguimento in una folle corsa per le strade di Los Angeles, finché il SUV ed un'auto della polizia si schiantano. Lou dice al suo aiutante, Rick, di avvicinarsi a filmare l'assassino, assicurandogli che è morto ma ben sapendo che questi in realtà è ancora vivo. L'assassino spara a Rick che si era avvicinato con la telecamera, poco prima di essere ucciso dalla polizia giunta sul posto. Lou in questo modo si sbarazza del suo aiutante, che aveva iniziato a ricattarlo conoscendo le informazioni sugli assassini filmate e tenute nascoste. Al contempo ottiene delle riprese eccezionali, visto che ovviamente filma tutto, compreso Rick morente.
La telefonata di Lou prima della sparatoria al bar genera sospetto da parte della polizia nei suoi confronti. Precedentemente interrogato in seguito all'omicidio nella casa, Lou aveva detto di non aver visto i volti dei due uomini e nemmeno la targa. Ora, nuovamente interrogato, si giustifica dicendo di avere rivisto i due assassini vicino a casa sua con il SUV, di averli riconosciuti ed inseguiti fino al bar e infine di avere chiamato la polizia per incastrarli. La detective però sospetta che lui abbia celato informazioni importanti al fine delle indagini, per aspettare di riprendere l'arresto in diretta. Riesce però a farla franca e ricomincia a lavorare espandendo sempre più la sua attività con tre nuovi dipendenti.

## Produzione
Le riprese del film iniziano il 6 ottobre 2013 e si svolgono a Los Angeles.
Per interpretare il ruolo del protagonista, l'attore Jake Gyllenhaal ha dovuto perdere circa 10 kg, mentre in una scena in cui parla a se stesso allo specchio per poi sferrare un pugno, si è tagliato rompendo veramente lo specchio, ed ha avuto bisogno di punti di sutura alla mano.

## Distribuzione
Il primo teaser trailer del film viene diffuso il 21 luglio 2014, mentre il trailer esteso viene diffuso il 24 luglio.
Il film è stato presentato in anteprima mondiale al Toronto International Film Festival l'11 settembre 2014.
La pellicola è stata distribuita nelle sale cinematografiche statunitensi a partire dal 31 ottobre 2014 e in quelle italiane dal 13 novembre.

## Riconoscimenti
- 2015 - Premio Oscar
  - Candidato per la migliore sceneggiatura originale a Dan Gilroy
- 2015 - Golden Globe
  - Candidato per il miglior attore in un film drammatico a Jake Gyllenhaal
- 2015 - British Academy Film Awards
  - Candidato per la migliore sceneggiatura originale a Dan Gilroy
  - Candidato per il miglior attore protagonista a Jake Gyllenhaal
  - Candidato per la migliore attrice non protagonista a Rene Russo
  - Candidato per il miglior montaggio a John Gilroy
- 2014 - National Board of Review of Motion Pictures
  - Migliori dieci film dell'anno
- 2015 - Screen Actors Guild Awards
  - Candidato per il miglior attore in un film a Jake Gyllenhaal
- 2014 - AFI Awards
  - Migliori film dell'anno
- 2015 - Independent Spirit Awards
  - Miglior sceneggiatura a Dan Gilroy
  - Miglior film d'esordio a Dan Gilroy
  - Candidato per il miglior attore a Jake Gyllenhaal
  - Candidato per il miglior attore non protagonista a Riz Ahmed
  - Candidato per il miglior montaggio a John Gilroy
- 2015 - Writers Guild of America Award
  - Candidato per la miglior sceneggiatura originale a Dan Gilroy
- 2015 - Satellite Awards
  - Miglior sceneggiatura originale a Dan Gilroy
  - Candidato per il miglior attore a Jake Gyllenhaal
- 2015 - Saturn Awards[10]
  - Miglior attrice non protagonista per Rene Russo
  - Candidato per il miglior film thriller
  - Candidato per il miglior attore a Jake Gyllenhaal
- 2014 - Critics' Choice Movie Award
  - Candidato per il miglior film
  - Candidato per il miglior attore a Jake Gyllenhaal
  - Candidato per la miglior sceneggiatura originale a Dan Gilroy
- 2015 - Producers Guild of America
  - Candidato per il miglior film
- 2014 - St. Louis Film Critics Association Awards
  - Miglior attore a Jake Gyllenhaal
  - Candidato per la miglior sceneggiatura originale a Dan Gilroy
  - Candidato per la miglior scenografia
  - Candidato per la miglior fotografia
- 2014 - Gotham Awards
  - Candidato per il miglior regista emergente a Dan Gilroy
  - Candidato per il miglior attore emergente a Riz Ahmed
- 2014 - ACE Eddie Awards
  - Candidato per il miglior montaggio per un film drammatico a John Gilroy